# Айтуганская волость
Айтуганская во́лость (также Ай-Тувганская ) — административно-территориальная единица в составе Симферопольского уезда Таврической губернии. Образована в результате реформы волостного деления 31 августа 1829 года, при реоганизации прежнего деления уездов, из Табулдынской и части Кадыкойской волостей. На 31 августа 1829 года волость включала 47 деревень.

| - Агач Эли - Азов - Акай Эли - Аккая - Алатай - Ашага Айтуган - Барагаш - Бурахан - Бургуя - Бустерчи - Джавлум - Джага Шеих Эли - Джангара - Кайран - Канлы - Каплак - Карабай | - Каменчи - Кулуба - Куру Джалша Шеих Эли - Арта Айтуган - Сабан Эли - Сарчи Эли - Секизен - Табулда - Таймас - Тереклы Шеих-Эли - Такмай - Тюбей - Тукей Эли - Челебай - Чоту - Юкары-Айтуган - Яман иол шеих Эли |

Деревни, переданные из упразднённой Кадыкойской волости:

| - Аджи Кечь - Аджи Эли - Аливке - Ашага Кенечи - Бахчи Эли - Бешаран | - Бурнаш - Кады Эскер Кой - Каястли - Кентогай - Керменчи - Отар - Товшай |

Волость существовала до земской реформы Александра II 1860-х годов, в результате которых была упразднена, а большинство населённых пунктов переподчинено Зуйской волости.